# Initiative kommunistischer und Arbeiterparteien Europas
Die Initiative kommunistischer und Arbeiterparteien Europas  war eine kommunistische Organisation. Ihr gehörten 29 kommunistische und Arbeiterparteien an. Sie wurde am 1. Oktober 2013 auf Initiative der Kommunistischen Partei Griechenlands gegründet und am 9. September 2023 wegen inhaltlicher Differenzen aufgelöst.
Name der Vereinigung war Initiative kommunistischer und Arbeiterparteien zur Erforschung und Ausarbeitung europäischer Themen und zur Koordinierung ihrer Aktivitäten. Seit 2016 bezeichnete sich die Vereinigung auch als Europäische Kommunistische Initiative (European Communist Initiative, ECI). International war die Organisation in das Internationale Treffen Kommunistischer und Arbeiterparteien eingegliedert.

## Mitglieder

Mitgliedsorganisationen sind rot dargestellt. Parteien mit Sitzen im nationalen oder Europäischen Parlament sind dunkel rot dargestellt. Parteien die an Treffen teilnahmen aber der Initiative nicht beitraten sind hell rot dargestellt.

Stand zum Zeitpunkt der Auflösung:
| Land                   | Partei | Mitglied seit |
| ---------------------- | --- | ------------- |
| Belarus                | Kommunistische Partei der Werktätigen der Belarus (BKPT)                                                                                       | 2013          |
| Bulgarien              | Sajus na komunistite w Balgarija (SKB) Съюз на комунистите в България                                                                          | 2013          |
| Bulgarien              | Partija na balgarskite komunisti (PBK) Партия на българските комунисти                                                                         | 2013          |
| Dänemark               | Kommunistisk Parti i Danmark (KPiD) | 2013          |
| Finnland               | Kommunistinen Työväenpuolue – Rauhan ja Sosialismin puolesta (KTP)                                                                             | 2018          |
| Frankreich             | Pôle de renaissance communiste en France (PRCF)                                                                                                | 2013          |
| Frankreich             | Parti Communiste Révolutionnaire de France (PCRF)                                                                                              | 2013 (A)      |
| Georgien               | Sakartvelos Ertiani Komunisturi Partia (SEKP) საქართველოს ერთიანი კომუნისტური პარტია                                                           | 2013          |
| Griechenland           | Kommounistikó Kómma Elládas (KKE) Κομμουνιστικό Κόμμα Ελλάδας                                                                                  | 2013          |
| Irland                 | Workers’ Party of Ireland Páirtí na nOibrithe                                                                                                  | 2013          |
| Italien                | Partito Comunista (PC) | 2013          |
| Kroatien               | Socijalistička radnička partija Hrvatske (SRP)                                                                                                 | 2013          |
| Lettland               | Latvijas Sociālistiskā partija (LSP) | 2013          |
| Litauen                | Socialistinis liaudies Frontas (SPF) | 2013          |
| Malta                  | Partit Komunista Malti (PK) | 2013          |
| Moldau                 | Rezistența | 2013          |
| Nordmazedonien         | Komunistička partija na Makedonija (KPM) Комунистичка партија на Македонија                                                                    | 2013          |
| Norwegen               | Norges Kommunistiske Parti (NKP) | 2013          |
| Österreich             | Partei der Arbeit Österreichs (PdA) | 2013          |
| Polen                  | Komunistyczna Partia Polski (KPP) | 2013          |
| Russland               | Rossiijskaja Kommunistitscheskaja Rabotschaja Partija – Revoljutzionnaja Partija Kommunistow (RKRP) Российская коммунистическая рабочая партия | 2013          |
| Russland               | Kommunistitscheskaja Partija Sowetskowo Sojusa (KPSS) Коммунистическая Партия Советского Союза                                                 | 2013          |
| Schweden               | Sveriges Kommunistiska Parti (SKP) | 2013          |
| Serbien                | Nova Komunistička Partija Jugoslavije (NKPJ) Нова комунистичка партија Југославије                                                             | 2013          |
| Slowakei               | Komunistická strana Slovenska (KSS) | 2013          |
| Spanien                | Partido Comunista de los Trabajadores de España (PCTE)                                                                                         | 2019          |
| Türkei                 | Türkiye Komünist Partisi (TKP) | 2013          |
| Ungarn                 | Magyar Munkáspárt | 2013          |
| Ukraine                | Sojus kommunistiw Ukrajiny (SKU) Союз комуністів України                                                                                       | 2013          |
| Vereinigtes Königreich | New Communist Party of Britain (NCP) | 2013          |

### Außereuropäische Partner
Stand zum Zeitpunkt der Auflösung:
- Kasachstan: Қазақстанның Социалистік қарсылығы (Qazaqstannyń Sotsıalıstik karsylyǵy)
- Mexiko: Partido Comunista de México
- Paraguay: Partido Comunista Paraguayo

### Ehemalige Mitglieder
- Spanien: Partido Comunista de los Pueblos de España (PCPE) – Nach der Parteispaltung im Jahr 2019 ersetzte die Partido Comunista de los Trabajadores de España die PCPE in der Initiative
- Türkei: Komünist Parti (KP) – Mitglied von 2014 bis 2017

## Auflösung
Am 9. September 2023 löste sich die Organisation wegen inhaltlicher Differenzen auf. Gründe für die Auflösung waren unterschiedliche Einschätzungen des Russisch-Ukrainischen Krieges, das Verhältnis zum migrantisch geprägten Teil der Arbeiterklasse und des Staats- und Klassencharakters Chinas. Am 18. November 2023 gründeten zwölf Parteien, davon neun der aufgelösten Organisation, in Athen die Europäische Kommunistische Aktion (EKA).